# 堀ちえみ
堀 ちえみ（ほり ちえみ、1967年〈昭和42年〉2月15日 - ）は、日本の歌手、女優、タレント。本名、尼子 智栄美（あまこ ちえみ）旧姓、堀。芸名は本名の「智栄美」を平仮名表記の「ちえみ」にしたもの。
大阪府堺市東区出身。ホリプロ（アイドル時代）を経て、リボン所属。実子5人、現夫の連れ子2人の計7人の子どもが居ることでも知られる。

## 来歴

### アイドル歌手デビュー
1981年に開かれた第6回ホリプロタレントスカウトキャラバンの優勝をきっかけとして芸能界入り。このオーディションの模様は全国放送され、終了直後に通っている学校の教師から電話がかかってきたが、その内容は学校に無断でテレビに出たことに対する叱りの電話だった。
オーディション翌日、ホリプロ社員を交えてデビューについて話そうとした所、両親に芸能界入りを反対されたため泣きながら「どうしても芸能界に入りたい！」と主張した。それでも両親から断固反対されたが、祖父の説得により無事芸能界入りが決まった。
1982年3月に『潮風の少女/メルシ・ボク』で、アイドル歌手としてデビューする。なお、デビュー当時のキャッチフレーズは「GOOD FRIEND」。堀の代表曲としては、1983年『さよならの物語』、1984年『クレイジーラブ/愛のランナー』、1985年『リ・ボ・ン』など。また同期生のデビューでは、小泉今日子、松本伊代、早見優、石川秀美、三田寛子、シブがき隊、中森明菜らが居り、「花の82年組」とも言われた。さらに、1984年末の『第35回NHK紅白歌合戦』には『東京Sugar Town』で初出場を果たしている。

### 大映ドラマのヒロイン役で活躍
1983年にTBS系列で放送されたドラマ『スチュワーデス物語』（原作：深田祐介）で大映ドラマ初主演し、本作のヒットにより一躍人気アイドルの仲間入りをした。劇中での「教官！ 私はドジで間抜けでノロマな亀です。 だけど、スチュワーデスに絶対なるという気持ち、教官が大好きだという気持ちは、誰にも負けません！」の台詞（太字部分）は流行語になり、翌1984年に新語・流行語大賞（第1回）候補に推され、大衆賞を受賞した。
この『スチュワーデス物語』以外にも、『スタア誕生』や『花嫁衣裳は誰が着る』でも主演し、「少女がいじめや冷酷な仕打ちに耐えながら、終いに幸運を手に入れる」という、1980年代の大映ドラマを象徴するキャラクターを演じた。

### 突然の引退宣言
ドラマの出演依頼はたくさんあったが、当時本人は歌手業に重きを置いて活動していた。しかし徐々にレコード売上が落ち、年下の後輩アイドルたちも現れたことから今後について悩むようになった。
この様子に慌てたホリプロから、ニューヨークへの歌留学を提案された。色々考えすぎた結果、急性胃腸炎になり病院に運ばれたが、マスメディアに“拒食症で入院”などと報じられてしまった。前述のアイドルとしての悩みに加え、上記の報道により実家にマスコミが押しかけて家族に迷惑がかかったことから芸能界引退を決意した。
1987年3月、20歳の誕生日を迎えた直後、堀自ら電撃的に歌手活動を含め、芸能界を引退する事を表明した（アイドル歌手としてのラストシングルは『愛を今信じていたい』）。

### 芸能界復帰
1989年、松竹芸能に所属し芸能活動を再開する。大阪の外科医の男性と結婚、1990年に長男、1992年に次男、1993年に三男と3児をもうけたが、1999年に離婚。
2000年5月、雑誌社勤務の男性と再婚、2000年に四男、2002年に長女と2児をもうけた。
2001年、14年ぶりのシングル『ピンクのアオザイの裾を夜風にあそばせ -サウスウインド-』をリリース。2005年から歌手活動を本格的に再開。大阪（9月17日）・東京（9月24日）で、18年ぶりのソロコンサート「青春の忘れ物」を行う。そこではタップダンスなどダンスパフォーマンスを披露した。東京公演ではゲストの中村あゆみと中村の代表曲『翼の折れたエンジェル』のコラボレーションも披露。また、この年には、『うたばん』(TBS)の企画「うたばんスター誕生」にて、早見優、松本伊代とともにキューティー★マミーを結成した。
2007年11月には、大阪Big Cat（13日）・東京duo MUSIC EXCHANGE（23日）でデビュー25周年記念ライブ「君といる世界」を開催。初めてのライブハウスでの公演となった。2009年には、SHIBUYA・AXでバースデーライブを開催、夏には23年ぶりの映画出演となる『色即ぜねれいしょん』が公開された。
2010年6月、2度目の離婚。
2011年12月11日、SANKYO執行役員（2022年からはビスティ社長）の尼子勝紀と結婚。尼子はファンの一人だったという。堀は3度目の結婚であり、東京・明治神宮にて挙式。相手の連れ子が2人（当時中学生の長女と小学6年生の長男、自分の子は、21歳、19歳、18歳、11歳、9歳）いるので、7人の母となった。
2017年3月20日、デビュー35周年記念ライブ「Chiemi Hori 35th Anniversary Live 〜ちえみちゃん祭り2017〜」を品川ステラボールで開催した。

### 口腔癌による休業
2018年6月頃、舌の裏側の小さな口内炎に気付き通院治療を続けていたが、当初は「2016年から患っているリウマチ治療薬の副作用ではないか」と診断され、別の医者からも「ビタミンB不足ではないか」と判断されていた。7月にいったん症状は治まったが、10月に入ると大きな口内炎が再発。それ以降は痛みが酷くなる一方で、年明けからは更にしこりが増加して会話や食事も辛くなり、激痛による不眠にも悩まされていたという。
2019年2月19日、口腔癌（舌癌）に罹りステージ4と診断されたことと左首のリンパ節にも転移していることを自身のオフィシャルブログにて公表、同日に入院、当面は芸能活動を休業して療養に専念するとした。
2019年2月22日に受けた11時間に及ぶ手術では、頸部リンパ節や舌の6割を切除し、太ももの組織を移植する舌の再建手術が行われた。同日放送の『中居正広の金曜日のスマイルたちへ』に入院前の収録でゲスト出演しており、病気の経緯を詳細に語った。25日、ICU（集中治療室）から一般病棟へ戻り、26日には術後初めて本人が自身のブログを更新した。3月16日、外泊許可を得て一時帰宅。3月26日に退院。
4月15日、検査によって新たにステージ1の食道がんが発見されたことを公表。16日、内視鏡による切除手術を行った。24日、退院。病理検査の結果、食道がんはステージ0の初期がんと判明。
10月21日、闘病生活についてつづった著書『Stage For〜舌がん「ステージ4」から希望のステージへ』を刊行。同月3日に行われた出版社のパーティに参加し、術後初めて公の場に姿を見せた。当日のあいさつでは、あらかじめ自身で書いた文章を代読してもらう形となった。
2020年1月3日、芸能活動復帰を報告。同月7日放送の『徹子の部屋』（テレビ朝日）が復帰後初仕事となった。
2020年8月23日、『24時間テレビ43』にて手術後初の歌を披露した。以降メディア出演や講演活動、ブログや書籍を通し、がんの実体験を精力的に伝えている。ちなみにオフィシャルブログ「hori-day」のフォロワーは、約34万人（2022年10月時点）。
2024年12月25日、自身のインスタグラムを更新し、2025年4月から日本歯科大学生命歯学部の客員教授に就任すると発表した。
2024年12月31日、テレビ東京の音楽番組『年忘れにっぽんの歌』に出演し、約4年半振りにテレビ番組で歌声を披露した。

## 人物・エピソード
- 学歴は帝塚山学院小学校、帝塚山学院中学校を経て[40]、堀越高等学校を4年かけて卒業[注釈 5]。
- 姉妹全員の本名に「美」の字があてがわれている。元タレントの堀美矢子は実妹。ちえみと美矢子の間にいるもう一人の妹・堀一美は元近鉄バファローズ・横浜ベイスターズ外野手の中根仁の妻。モデルの堀恵子とは従姉妹にあたる。恵子の夫は元ヤクルトスワローズ・中日ドラゴンズ投手の川崎憲次郎で、川崎とは義理の親戚関係にあたる。
- 子供の頃は、大のおじいちゃん子だった[2]。本人によると「小さい頃から自立心旺盛な性格でませたところがあり、“早く家を出たい”という気持ちが強かった」という[2]。
- デビューのきっかけは、中学2年生の夏休みに地元の堺市のダイエーの広場で、レコード発売と新曲発表の握手会に石野真子が来ていて、そこを偶然通り掛かって一目惚れし、「自分もアイドルになって真子さんに会いたい」と思ったことだった。新曲レコードを買えば握手会に参加できると知り、急遽レコードを購入して石野と握手した。しかし堀のデビューが決まった当時、石野は一時芸能界を引退していた時だった。しかし会いたい気持ちは収まらず、デビュー2年目に念願叶って、特別に対談が実現。今でも石野は特別な存在だと言う[42][2]。
- 1997年10月 - 1998年3月放送のNHK連続テレビ小説『甘辛しゃん』では日本酒醸造所のスタッフの役で、『スチュワーデス物語』の教官役・風間杜夫と再共演を果たした。
- 2001年、子供の夏休みに家族でグアム旅行に行った帰り、突然腹部の激痛に襲われた。「特発性重症急性膵炎」を発症。「3日間がヤマ」と言われ一時重体となった。その後持ち直し、１か月の絶飲食を経て回復した[43]。
- 2006年6月13日よりサントリーCM「なっちゃん」の「CA〜機内サービス篇」「CA〜歩行訓練篇」において、新米客室乗務員（CA）堀北真希を指導する先任CA役として出演し、かつて主演した『スチュワーデス物語』のその後の姿を彷彿とさせるキャラクターを演じた。
- 2010年4月、『スチュワーデス物語』以来26年ぶりのTBSドラマ『ヤンキー君とメガネちゃん』に出演。このドラマでは元CAの設定で出演している。また初のレシピブック『堀ちえみの子どもとたのしく パパッ!と母ごはん』が発売となった。
- 同年5月、味の素「ほんだし」を使用したおにぎり5,555個を使用して巨大アートを作るというイベントに参加。この記録はギネス世界記録に認定されている[44][45]。
- 2011年12月31日放送の『ダウンタウンのガキの使いやあらへんで!!絶対に笑ってはいけない空港24時』（日本テレビ）内で流されたVTR「キャビンアテンダント物語」において、先輩CA役として出演し、かつての姿を彷彿とさせた。また、中川家の礼二が演じたテロリストリーダーに射殺される役でも登場した[46]。
- 2017年3月28日、自身のブログにおいて1年前から初期のリウマチと神経障害性疼痛を患い、投薬治療中であることを明かした[47]。
- 2018年5月4日放送の『爆報! THE フライデー』（TBS）の中で「特発性大腿骨頭壊死症」を患っていることを告白した[48]。
- 2018年7月24日、自家用車の運転中、交差点で信号待ちをしていた際に後続の車に追突される追突事故に遭った。その際、首に強い衝撃を受け、都内の病院を受診。頸椎捻挫の診断を受けたため、大事を取って数日間入院した[49]。
- 2019年1月21日、半年間続いていた舌の痛みが耐えがたくなり、都内の大学病院を受診。検査の結果、ステージ4の舌がん、右のリンパ節への転移が見つかる。自身のようにがんの発見が遅れる人を少なくしたいとの思いから病気をブログで公表。2月22日舌の６割超とリンパ節の切除をし、太ももの組織を移植して再建する大手術を受ける。
- 2カ月入院し2019年3月下旬に退院が決まるも、退院に向け受けた胃の検査で食道がんが見つかる。早期だったため4月に内視鏡による簡単な手術で治療は終わる。
- 舌を一部切除し再建したため、元通りにはしゃべれず、発音や発語に障害が残る。しかし復帰したいとの強い思いからデビュー40周年のコンサートが開けるよう、ボイストレーニングに通っている[50]。
- 舌がんの術後、『スチュワーデス物語』が縁で日本航空から見舞い品が所属事務所に届いたことを自身のブログで報告している。
- 松竹芸能に所属したのはスチュワーデス物語から親交のあった春やすこに誘われたからである。

## 受賞
- 第6回ホリプロタレントスカウトキャラバン グランプリ受賞（1981年8月19日）
- 第1回メガロポリス歌謡祭 新人部門賞（1982年7月2日）
- ABC82年歌謡新人グランプリ アイドル賞：待ちぼうけ（1982年10月5日）
- 第12回銀座音楽祭 金賞：待ちぼうけ（1982年10月7日）
- 第8回あなたが選ぶ全日本歌謡音楽祭 優秀新人賞：待ちぼうけ1982年10月26日）
- 第15回新宿音楽祭 銀賞：待ちぼうけ（1982年10月14日）
- 第9回横浜音楽祭 新人賞（1982年10月20日）
- 第9回FNS歌謡祭 優秀新人賞：とまどいの週末（1982年12月21日）
- 第24回日本レコード大賞 新人賞：待ちぼうけ（1982年12月31日）
- 第9回あなたが選ぶ全日本歌謡音楽祭 金賞：夕暮れ気分（1983年10月25日）
- 第25回日本レコード大賞 ゴールデンアイドル賞：夕暮れ気分（1983年12月31日）
- 第3回メガロポリス歌謡祭 ポップス部門：稲妻パラダイス（1984年7月6日）
- 第10回あなたが選ぶ全日本歌謡音楽祭 金賞：東京Suger Town（1984年秋）
- 流行語大賞 流行語部門・大衆賞：「教官」スチュワーデス物語劇中のセリフ（1984年12月1日）
- 第11回FNS歌謡祭 優秀音楽賞：クレイジーラブ（1984年12月18日）

## ディスコグラフィ

### シングル
1. 潮風の少女/メルシ・ボク（1982年3月21日）オリコン最高27位、売上枚数8.8万枚
  - 潮風の少女 - 作詞・作曲：松宮恭子／編曲：鈴木茂
  - メルシ・ボク - 作詞・作曲：佐々木勉／編曲：鈴木茂（TBS系ドラマ『メチャン子・ミッキー』主題歌）
2. 真夏の少女（1982年6月21日）オリコン最高26位、売上枚数7.7万枚
  - 作詞：中里綴／作曲・編曲：鈴木茂

（c/w） 真珠色の季節 - 作詞：青木茗／作曲：松宮恭子／編曲：鈴木茂
3. 待ちぼうけ（1982年8月21日）オリコン最高26位、売上枚数9.8万枚 ※『第24回日本レコード大賞』新人賞獲得
  - 作詞・作曲：竹内まりや／編曲：鈴木茂

（c/w） 幸せはモザイク - 作詞：中里綴／作曲：加瀬邦彦／編曲：鈴木茂
4. とまどいの週末（1982年11月5日）オリコン最高14位、売上枚数11.4万枚
  - 作詞・作曲：森雪之丞／編曲：矢野立美

（c/w） Fly - 作詞：中里綴／作曲：松宮恭子／編曲：鈴木茂
5. さよならの物語（1983年1月21日）オリコン最高8位、売上枚数18.7万枚 ※堀自身最大のヒット作品
  - 作詞：岩里祐穂／作曲：岩里未央／編曲：鷺巣詩郎

（c/w） やさしさの横顔 - 作詞・作曲：松宮恭子／編曲：鷺巣詩郎
6. 夏色のダイアリー（1983年4月21日）オリコン最高6位、売上枚数13.7万枚
  - 作詞：岩里祐穂／作曲：岩里未央／編曲：鷺巣詩郎

（c/w） 太陽のロマンス - 作詞：岩里祐穂／作曲：岩里未央／編曲：鷺巣詩郎
7. 青い夏のエピローグ（1983年7月7日）オリコン最高7位、売上枚数15.4万枚
  - 作詞：岩里祐穂／作曲：岩里未央／編曲：萩田光雄

（c/w） ザ・ベストワン - 作詞：岩里祐穂／作曲：岩里未央／編曲：鷺巣詩郎
8. 夕暮れ気分（赤い羽根の共同募金CF曲）（1983年10月5日）オリコン最高8位、売上枚数14.4万枚 ※『第25回日本レコード大賞』ゴールデン・アイドル賞受賞
  - 作詞：諸星冬子／作曲：天野滋／編曲：清水信之

（c/w） 落ち葉のダンス - 作詞：大西和久／作曲：西島正巳・高生鷹／編曲：萩田光雄
9. 白いハンカチーフ（1984年1月21日）オリコン最高7位、売上枚数14.2万枚
  - 作詞：大津あきら／作曲：網倉一也／編曲：矢野立美

（c/w） Lai Lai Lai - 作詞：岩里祐穂／作曲：岩里未央／編曲：鷺巣詩郎
10. 稲妻パラダイス（花王エッセンシャルシャンプーとリンスCF曲）（1984年4月21日）オリコン最高5位、売上枚数13.7万枚
  - 作詞：康珍化／作曲：林哲司／編曲：萩田光雄

（c/w） 青い真珠貝 - 作詞：有川正沙子／作曲：網倉一也／編曲：馬飼野康二
11. 東京Sugar Town（1984年7月18日）オリコン最高3位、売上枚数14.2万枚 ※『第35回NHK紅白歌合戦』初出場・披露歌唱曲
  - 作詞：三浦徳子／作曲：芹澤廣明／編曲：大谷和夫

（c/w） I Love Youはパラシュート - 作詞：三浦徳子／作曲：芹澤廣明／編曲：大谷和夫
12. クレイジーラブ/愛のランナー（花王エッセンシャルシャンプーCF曲）（1984年10月17日）オリコン最高2位、売上枚数16.3万枚
  - クレイジーラブ - 作詞：三浦徳子／作曲：芹澤廣明／編曲：萩田光雄
  - 愛のランナー - 作詞：三浦徳子／作曲・編曲：福岡ゆたか（福岡ユタカ）
13. リ・ボ・ン（1985年1月23日）オリコン最高2位、売上枚数15.3万枚
  - 作詞：三浦徳子／作曲：松田良／編曲：萩田光雄

（c/w） 君は僕じゃない、僕は君じゃない - 作詞：三浦徳子／作曲：林哲司／編曲：萩田光雄
14. Deadend Street GIRL（花王エッセンシャルシャンプーCF曲）（1985年4月24日）オリコン最高9位、売上枚数10.6万枚
  - 作詞：鈴木博文／作曲：鮎川誠／編曲：鈴木茂

（c/w） 夢色・夏色物語 - 作詞：鈴木博文／作曲：村田和人／編曲：鈴木茂
15. Wa・ショイ!/風のサザン・カリフォルニア（ミラージュボウル・イメージソング）（1985年7月3日）オリコン最高9位、売上枚数7.4万枚
  - Wa・ショイ! - 作詞：鈴木博文／作曲・編曲：白井良明
  - 風のサザン・カリフォルニア - 作詞：売野雅勇／作曲：高中正義／編曲：新川博
16. 青春の忘れ物（1985年9月25日）オリコン最高12位、売上枚数5.0万枚
  - 作詞：売野雅勇／作曲：鈴木キサブロー／編曲：後藤次利

（c/w） サヨナラなんて言ってあげない - 作詞：鈴木博文／作曲：松田良／編曲：鈴木茂
17. 夢千秒（1986年1月21日）オリコン最高12位、売上枚数4.8万枚
  - 作詞：売野雅勇／作曲：鈴木キサブロー／編曲：後藤次利

（c/w）瞳は海の色 - 作詞：三浦徳子／作曲・編曲：後藤次利
18. ジャックナイフの夏（1986年4月21日）オリコン最高12位、売上枚数3.7万枚
  - 作詞：売野雅勇／作曲：タケカワユキヒデ／編曲：Light House Project

（c/w） ハートブレイクRhapsody - 作詞：神沢礼江／作曲：矢島賢・マキ／編曲：LightHouse Project
19. 夏咲き娘（1986年7月14日）オリコン最高14位、売上枚数2.5万枚
  - 作詞：三浦徳子／作曲：白井良明／編曲：Light House Project

（c/w） 悪い夏 - 作詞：売野雅勇／作曲：後藤次利／編曲：LightHouse Project
20. 素敵な休日（1986年10月21日）オリコン最高29位、売上枚数1.1万枚
  - 作詞：夏目純／作曲：尾崎亜美／編曲：奥慶一

（c/w） 助手席からI Love You - 作詞：栃内淳／作曲：中崎英也／編曲：奥慶一
21. 愛を今信じていたい（1987年3月21日）オリコン最高35位、売上枚数2.5万枚
  - 作詞：秋元康／作曲：小室哲哉／編曲：武部聡志
  - 一時引退前のラストシングル。

（c/w） Faraway - 作詞：Chiemi(堀ちえみ)／作曲：小室哲哉／編曲：武部聡志
22. ピンクのアオザイの裾を夜風にあそばせ -サウスウインド-（2001年8月17日）
  - 作詞：河島英五／作曲：河島あみる
  - 河島英五の最後の作詞曲。堀が英五の娘・あみるの結婚式にアオザイを着て出席したことから生まれた。

（c/w） 楓の木の下で - 作詞：堀ちえみ／作曲：河島あみる

### 参加ユニット作品
1. ミッキーマウス・マーチ（ファミリー・パラパラ・ヴァージョン）（キューティー★マミー）（2005年12月7日）

### その他シングルCD
1. 「リ・ボ・ン（ぼくらのベストVersion）」（2004年「ぼくらの同窓会コンサート」会場限定販売CD）
2. 「君といる世界」（2007年9月14日）
  - 作詞：Chiemi Hori／作曲：杉真理
  - 自筆エッセイ『きょうの空模様』添付曲

### オリジナル・アルバム
1. 少女（1982年5月21日）
2. 夢日記（1982年11月21日）
3. 風のささやき（1983年6月21日）（スペシャルシングル「CHIEMI SQUALL」付）
4. ちえみLIVE（1983年10月21日）（ライブアルバム）
5. 雪のコンチェルト（1983年12月7日）
6. プラムクリーク（1984年6月21日）
7. Strawberry Heart（1984年12月5日）
8. Lonely Universe（1985年6月5日）
9. 夢の続き（1985年12月28日）
10. glory days（1986年6月21日）
11. スカーレット白書（1987年4月5日）
12. おかあさんっていいな（1992年5月27日）
13. 80's IDOL SONGS COLLECTION（2005年9月7日）（限定盤のみDVD付）
14. 雪のコンチェルト＋シングルコレクション（2008年7月16日）
15. Lonely Universe＋シングルコレクション（2008年7月16日）

### ベスト・アルバム
- 心の扉 〜ちえみMyself〜（1983年3月21日）
- best -記念日-（1984年3月3日）
- 堀ちえみ Myベスト24（1984年8月21日）（カセット版）
- BEST SELECTION（1984年12月5日）（CD版）
- best 〜生まれた時から〜（1985年3月5日）
- THE BEST（1985年11月1日）
- SUPER BEST（1986年10月5日）（カセット版）
- SUPER BEST（1986年10月21日）（CD版）
- シングルスI（1986年11月21日）
- BEST（1987年10月21日）（CD版）
- Yesterday（1989年7月21日）（CD版）
- Myこれ！クション堀ちえみベスト（2002年）（2002年リマスタリング）
- 82-87 BOKURA-NO BEST（2002年6月19日）（限定盤 5CD、2002年DSDリマスタリング）
- 82-84 BOKURA-NO BEST2（2003年12月17日）（限定盤 7CD+1DVD、2003年DSDリマスタリング）
- 84-87 BOKURA-NO BEST3（2004年6月18日）（限定盤 6CD、2004年DSDリマスタリング）
- シングルスII（2005年7月20日）（Super Audio CD(HYBRID)仕様3CD、全シングルAB曲 + 「リ・ボ・ン(ぼくらのベストVersion)」、2005年DSDリマスタリング）
- Singlesコンプリート（2007年8月17日）
- Myこれ！Lite 堀ちえみ（2010年4月21日）
- ザ・プレミアムベスト　(2012年11月21日)（シングル18曲 2012年リマスタリング＋同内容のオリジナルカラオケCD）
- ゴールデン☆アイドル（2014年7月30日）（限定盤 全シングルAB曲、2014年リマスタリングによるHQCD仕様3CD）

### ライブビデオ・DVD
- ちえみLIVE（1983年10月21日） VHS/β/LD ポニーキャニオン
- ちえみLIVE（2003年8月20日） DVD ポニーキャニオン:PCBP-50880
- Chiemi Hori Memorial Live 2005（2006年7月29日） DVD 松竹ホームビデオ:DC-0003

- 潮騒（1985年10月21日） ホリ企画・東宝 VHS
- 潮騒(撮影日記)（1985年10月21日） メーキングビデオ HORIGROUP・ホリ企画 VHS ポニー:V78X1283
- てるてる家族総集編 （2007年8月24日） DVD NHKエンタープライズ:NSDS-10993
- スチュワーデス物語 前編 後編（2004年11月17日） DVD avex:AVBD34181-4 AVBD34185-8
- スタア誕生 前編 後編（2005年2月2日） DVD avex:XB-AVBD-34261-4 XB-AVBD-34266-9
- 花嫁衣裳は誰が着る 前編 後編（2004年11月17日） DVD avex:AVBD34191-4 AVBD34195-8
- 難波金融伝ミナミの帝王No.15「トイチの身代金」（2004年9月24日） DVD/VHS Kss:KSXM24737
- REAL STREET（2007年2月28日） DVD Sony Records:SRBL-1296

### 企画カセット
- おはよう/おやすみカセット（1984年3月21日）
- いっしょにデートカセット（1986年12月5日）

## 書籍

### 単著
- そっと夢見て ―あなたにマイハート―（1982年9月20日、ワニブックス　青春ベストセラーズ）ISBN 4-584-20048-3
- いまが絶対恋愛期 ―恋する準備もう完了―（1984年7月10日、ワニブックス　青春ベストセラーズ）ISBN 4-584-20088-2
- 堀ちえみのあこがれママ日記 ―妊娠・出産・子育て―（1992年3月22日、小学館）ISBN 4-09-347041-3
- 堀ちえみの子供大好き!愛いっぱい ―3人の子育てママ日記―（1994年12月1日、小学館）ISBN 4-09-347042-1
- 堀ちえみと3人の小さな山男（2000年9月10日、山と渓谷社）ISBN 4-635-33025-7
- きょうの空模様（2007年9月14日、産経新聞出版）ISBN 978-4-86306-025-8
- 堀ちえみを、つくるもの（2007年10月26日、講談社）ISBN 978-4-06-214293-9
- 堀ちえみの子どもがよろこぶパパッ！と母ごはん（2010年4月22日、株式会社アスコム）ISBN 978-4776205944
- Stage For ―舌がん「ステージ4」から希望のステージへ―（2019年10月21日、扶桑社）ISBN 978-4594083212

### 写真集
- 心の扉（1983年4月、ワニブックス）ISBN 978-4584200612
- 堀ちえみ写真集(近映文庫)（1986年10月、近代映画社）ISBN 978-4764813748

## 連載
- ファミリーウォーカー角川マーケティング 「堀ちえみのHappyLife」2009年4月号 -
- Dream　Navi四谷大塚出版「何気ないけど愛がいっぱい」2010年1月号 -
- 東京新聞 コラム「子育て日記」2008年4月15日 - 2010年3月30日　月1回火曜日掲載
- 月刊誌からだにいいこと 祥伝社 "堀ちえみ「お悩みバスター」" 2009年3月号 - 12月号

## 出演

### テレビ番組

#### レギュラー
- ちちんぷいぷい 木曜（毎日放送）
  - 1999年10月の番組開始当初から、出産・手術などをはさんで断続的に出演していた。口腔癌の手術を受けたことを機に、2019年2月からスタジオ出演を見合わせた末に、2020年3月でレギュラーを降板。番組終了の前日（2021年3月11日放送分）に、スタジオへ2年振りに出演した。
- 大改造!!劇的ビフォーアフターSEASONII（ABC、2009年4月 - 2010年9月）
- 知りたがり!（フジテレビ、2010年4月1日 - 2013年）
- おもいッきりDON!（日本テレビ、2009年4月1日 - 2010年3月24日）
- 週末の探検家〜夢羅針盤〜 土曜（ABC、2008年4月5日 - 2010年3月27日）
- 今夜もあなたのパートナー （NHK教育、2000年12月18日 - 2003年2月18日）
- おしゃれ工房 （NHK教育、2003年4月9日 - 2005年3月17日）
- 痛快!エブリデイ 金曜（関西テレビ、1993年10月 - 2008年6月27日）レギュラー出演は1995年頃から
- 知っとこ!（毎日放送）不定期でゲスト出演。
- 西川きよしのご縁です!（東海テレビ）不定期でゲスト出演。

#### その他
- クイズ!ヘキサゴンII（2005年 - 2007年6月、フジテレビ）準レギュラー。
- 堀ちえみ芸能生活25周年記念番組『堀ちえみ25周年!スターとグルメで大感謝祭』（2008年1月2日、関西テレビ）
- バラエティー生活笑百科（NHK総合）（上沼恵美子の代役）
- ダウンタウンのガキの使いやあらへんで!!絶対に笑ってはいけない空港24時（2011年12月31日、日本テレビ）

他多数

### テレビドラマ
- 泣き虫家族（時期・詳細不詳、NHK総合　本人の自筆エッセイ『いまが絶対恋愛期』に初出演作と記述）
- メチャン子・ミッキー（1982年4月14日 - 9月15日、TBS　堀ちえみデビューを期して制作）[51] - 主演・花村みずき（ミッキー） 役
- スチュワーデス物語（1983年10月18日 - 1984年3月27日、TBS、大映テレビ）[51] - 主演・松本千秋 役
- うちの子にかぎって… - Part1「第2話」（1984年8月24日、TBS）※特別出演
- 暴れ九庵 第8話「医者を治したおてんば娘」（1984年11月20日、関西テレビ、東宝） - おしの 役
- スタア誕生（1985年4月10日 - 11月6日、フジテレビ、大映テレビ）[51] - 主演・加賀（河田）順子 役
- ピンクのラブソング（1986年1月、フジテレビ）
- 家族八景（1986年1月、フジテレビ、木曜ドラマストリート -  主演・火田七瀬 役
- 花嫁衣裳は誰が着る（1986年4月23日 - 10月15日、フジテレビ、大映テレビ）[51] - 主演・雪村千代 役
- 水戸黄門 第16部 第25話「黄門様を叱った娘 -鶴岡-」（1986年10月13日、TBS / C.A.L） - おはな 役
- 喧嘩安兵衛 決闘高田ノ馬場（1989年7月、日本テレビ）
- 連続テレビ小説（NHK総合）
  - 甘辛しゃん（1997年10月6日 - 1998年4月4日） - 清水咲 役
  - てるてる家族（2003年9月29日 - 2004年3月27日） - 安西節子 役
- 余命半年 生前給付3000万円の夢（1998年11月、NHK総合）
- 難波金融伝 ミナミの帝王 第34作目「No.15 トイチの身代金」（2001年5月12日）製作：Softgarage（旧ケイエスエスエムイー）
- ヤンキー君とメガネちゃん（2010年4月23日 - 6月、TBS） - 品川聖 役
- 妖怪人間ベム（2011年10月22日 - 12月、日本テレビ） - 夏目菜穂子 役

### 以前の出演番組
- ドリフ大爆笑（1985年 - 1987年、フジテレビ）
- 笑って許して!!（日本テレビ）
- バスクリンファミリータイム 所ジョージのモノMONOウォーズ（日本テレビ）
- 志村けんの失礼しまぁーす!（1986年10月 - 1987年3月、日本テレビ）
- パリンコ学園No.1 （1982年、TBS系）

### NHK紅白歌合戦出場歴
| 年度/放送回               | 回 | 曲目           | 出演順 | 対戦相手 |
| ------------------------- | -- | -------------- | ------ | -------- |
| 1984年（昭和59年）/第35回 | 初 | 東京Sugar Town | 02/20  | 舘ひろし |

注意点
- 出演順は「出演順/出場者数」で表す。

### ラジオ
- るんるんナイト 松宮一彦ワオ!（1983年2月 - 3月、TBSラジオ）- 水曜パートナー
- オジンはバッテン!まるごとヤングミュージック シャネルズ(→ラッツ&スター)・堀ちえみの月影のナポリタン思わずブッ!（1982年10月 - 1983年3月、ニッポン放送）
- 堀ちえみ パイオニア・どきどきダイアリー（1984年4月 - 1985年3月、ニッポン放送、提供パイオニア）
- エモやんちえみのズバッとど真ん中（ニッポン放送）[1]
- 上柳昌彦 ごごばん!（2010年10月12日 - 2011年12月27日、ニッポン放送）- 毎週火曜日パートナー
- Changeの瞬間 〜がんサバイバーストーリー〜 （2021年3月28日・4月4日、朝日放送ラジオ）[52]
- MBSヤングタウン日曜日（1999年4月 - 2000年9月、MBSラジオ）笑福亭鶴瓶、西靖、笑福亭由瓶と共演
- 堀ちえみ ひとつぶの青春（1985年10月 - 1986年9月、FM東京、提供江崎グリコ・富士通テン）[1] - 田原俊彦の後任

### CM
- 江崎グリコ「セシルチョコレート」（1982年）「キャンレディー」（1982年）「花のバレンタイン」（1983年）「コメッコ」（1984年）「ジャイアントコーン」（1984年）「ザ・キャンディ・バー」（1985年）「シャリエ」（1985年）「アイスクリーム ハッピーカード」（1985年）
- 赤い羽根の共同募金（1983年）
- アキレス「リバティーベル」（1982年）
- 花王「エッセンシャル キューティクル・ケア シャンプーとリンス」（1984・1985年）
- 日清食品「チキン菜麺」[53]
- サントリー「なっちゃん」（2006年）
- ブルボン「くだものいっぱいゼリー」（2006年）
- EPSON「カラリオ」（2007年）
- 武田薬品工業「ベンザブロックS 堀さんのカゼ篇」(2008年）
- レック株式会社 「台所用品・激落ちくん」（2009年）「ピタQ 吸着便座シート」（2010年）
- 大塚製薬「ジェルブレ」インフォマーシャル（2010年）毎日放送限定
- 映画 妖怪ウォッチ エンマ大王と5つの物語だニャン!（2015年）[54]

### 映画
- 潮騒（1985年10月10日公開、制作：ホリプロ創立25周年記念作品　配給：東宝） - 宮田初江 役
- 色即ぜねれいしょん（2009年8月公開・スタイルジャム） - おかん 役
- 聖家族〜大和路（2010年5月公開） - 細木 役
- 映画 妖怪人間ベム（2012年12月15日公開・配給：東宝）- 夏目菜穂子 役
- ナラタージュ（2017年10月7日公開・配給：東宝・アスミック・エース） -  小野玲二の母 役

### 劇場アニメ
- 映画 妖怪ウォッチ エンマ大王と5つの物語だニャン!（2015年12月19日） - 千秋先輩 役